# Motorola E398
Motorola E398 — GSM телефон компании Motorola, релиз которого состоялся в 2004 г.
Одна из самых известных моделей компании, уступающая в этом лишь RAZR V3 — обладая двумя мощными динамиками, E398 прослыл настоящим «магнитофоном в кармане».
Благодаря этому, характеристиками, превосходящими конкурентов и доступной цене (аппарат стоил в среднем на треть дешевле всех ближайших конкурентов), модель обрела неслыханную популярность, и продержалась в производстве более двух лет — это очень большой срок по мобильным меркам.
Его «преемником» должна была стать модель E790, которая впоследствии была переименована и вышла в продажу как ROKR E1. Это был первый телефон, поддерживающий сервис Apple iTunes и открыл новую линейку музыкальных телефонов — ROKR Популярной модель E1, впрочем, не стала, как и вся серия ROKR, однако благодаря ей интерес к E398 не утих. ROKR E1 аппаратно почти ничем не отличается от E398, но для него разработали более новую программную платформу, в которой внедрили поддержку записи видео и многое другое. Новые прошивки от E1, силами энтузиастов перенесли на E398, что позволило из E398 делать практически полную копию более дорогого и функционального E1.
| Общие характеристики                        | Общие характеристики |  |
| ------------------------------------------- | --- |  |
| Диапазоны частот                            | GSM 900/1800/1900 |  |
| Тип корпуса                                 | моноблок |  |
| Конструкция                                 | джойстик |  |
| Антенна                                     | встроенная |  |
| Вес                                         | 107 г |  |
| Размеры                                     | 108x45x19 мм |  |
| Звонки                                      | |  |
| Тип мелодий                                 | 24-голосная полифония, MP3-мелодии |  |
| Число мелодий                               | 32 |  |
| Виброзвонок                                 | есть |  |
| Редактор мелодий                            | есть |  |
| Связь                                       | |  |
| Интерфейсы                                  | USB, Bluetooth v.1.1 |  |
| Доступ в интернет                           | WAP 2.0, GPRS, POP/SMTP-клиент |  |
| Модем                                       | есть |  |
| Синхронизация с компьютером                 | есть |  |
| Сообщения                                   | |  |
| Дополнительные функции SMS                  | ввод текста со словарём, шаблоны сообщений |  |
| MMS                                         | есть |  |
| EMS                                         | есть |  |
| Другие функции                              | |  |
| Громкая связь(встроенный динамик)           | есть |  |
| Управление                                  | голосовой набор, голосовое управление |  |
| Автодозвон                                  | есть |  |
| Звуковая индикация времени разговора        | есть |  |
| Режимы кодирования звука HR, FR, EFR        | есть |  |
| Экран                                       | |  |
| Тип экрана                                  | цветной TFT экран, 65536 цветов |  |
| Размер изображения                          | число строк — 7, 176x220 пикс. |  |
| Русификация                                 | есть |  |
| Индикация                                   | стоимости разговора, времени разговора |  |
| Мультимедийные возможности                  | |  |
| Встроенная фотокамера                       | 640x480 (0.30 млн пикс.), цифровой Zoom 4x, встроенная вспышка                                                                                      |  |
| Аудио                                       | MP3-проигрыватель (до 192 kbit/s) |  |
| Игры                                        | есть |  |
| Java-приложения                             | есть |  |
| Объём встроенной памяти                     | 11Мб, (пользователю доступно 5Мб) |  |
| Тип карты памяти                            | microSD/TransFlash(до 1 гб) |  |
| Питание                                     | |  |
| Тип аккумулятора                            | Li-Ion |  |
| Ёмкость аккумулятора                        | 860 мАч |  |
| Время разговора                             | 3:30 ч: мин |  |
| Время ожидания                              | 80:00 ч: мин |  |
| Время заряда                                | 2:30 ч: мин |  |
| Записная книжка и органайзер                | |  |
| Записная книжка в аппарате                  | 1000 номеров |  |
| Поиск по книжке                             | есть |  |
| Обмен между SIM-картой и внутренней памятью | есть |  |
| Органайзер                                  | будильник, калькулятор, планировщик задач |  |
| Дополнительная информация                   | |  |
| Комплектация                                | телефон, аккумулятор, сетевое з/у, портативная hands-free, карта памяти MicroSD 64Mb, адаптер MicroSD=>SD, диск ПО, интерфейсный кабель, инструкция |  |
| Особенности                                 | два стереодинамика, ритмическая подсветка стереодинамиков                                                                                           |  |

## Похожие модели
- Motorola C698p
- Motorola ROKR E1
- Motorola E770
- Nokia 6233